# 冷房

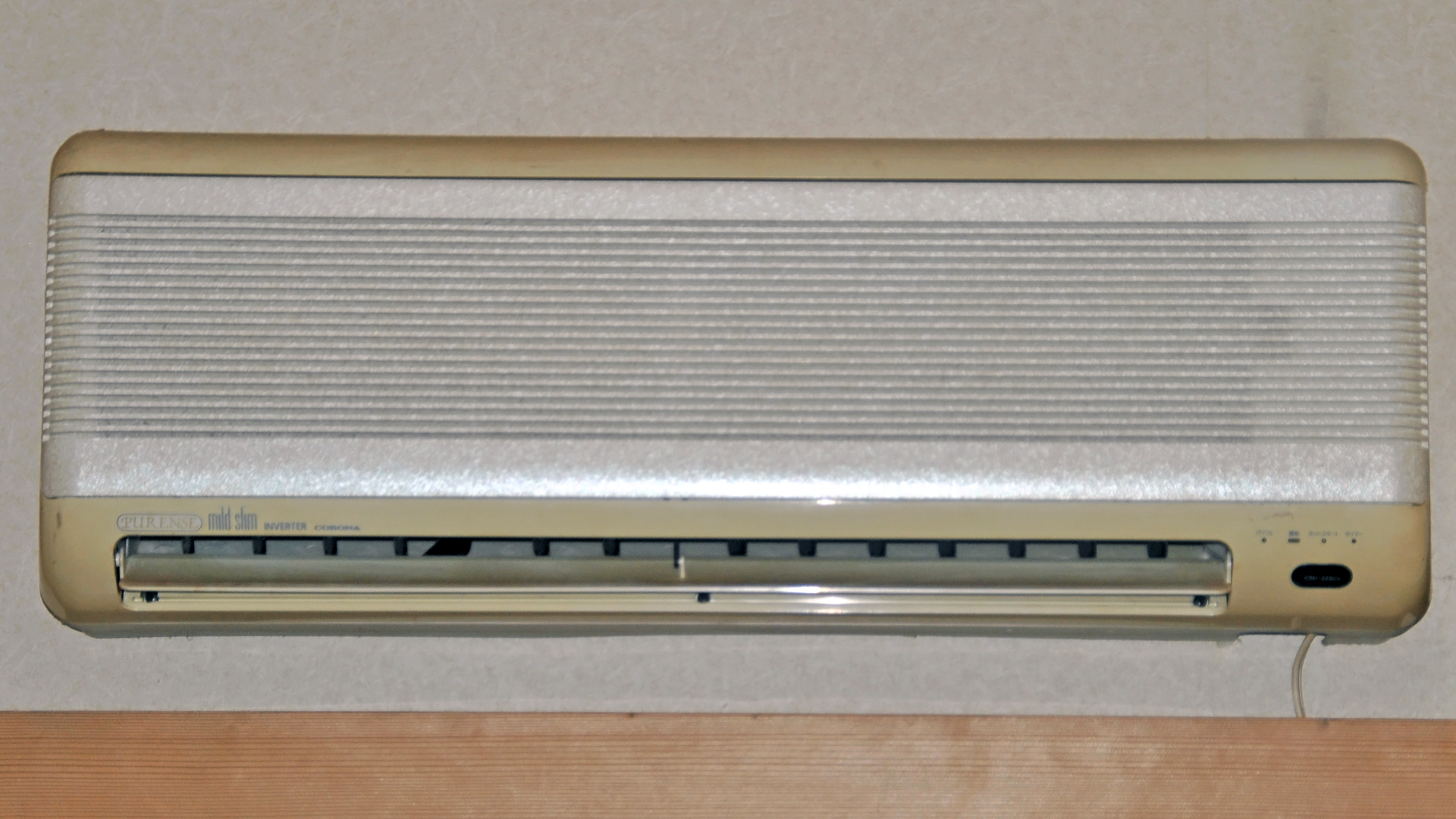
エアコン

冷房（れいぼう）とは、室内の空気を冷やすこと。

## 概論
一般に空気調和設備（空調設備／エアコンとも）などにより、冷風を送るなどすることをいう。外気温度あるいはエンタルピー（熱含量）が室内の目標とする温度よりも低い場合は、外気を積極的に取り入れて外気冷房を行うこともある。一般的には夏場（日本の関東地方から九州においては6月から9月あたり）に使用される。
人の身体は、体感温度が体温以上になると行動が緩慢になり、判断力が鈍り、最終的には脱水症状を起こし死に至る。太陽から発せられる輻射放射熱は人の活動範囲を制限し、時に命を奪う。近代になって冷房が誕生するまでは、人は暑さから逃れるためにある時は物陰に隠れ、ある時は涼を求めるために木陰で休息し、またある時は日傘などの覆いを用いて直射日光を避けるか、水の蒸発熱（気化熱・潜熱）により、周辺気温が低くなる海辺や河辺等に行ったり、緯度や高度が異なる涼しい避暑地に転地したり、水浴びなどして暑さから逃れるしかなかった。
氷を人工的に作ることが出来なかった時代、緯度により降雪のある地域では、根雪が固まった氷や雪を自然にできた洞穴や鍾乳洞などを利用して氷室（ひむろ）とし、夏季まで保存して涼を取るために用いた。
かつて低緯度の多くの地域では、強烈な日差しに見舞われる昼間は外出を避け、夕方から夜に出歩く習慣があった。冷房の普及は低緯度地域の人間の行動を大きく変え、昼間も活発な活動が可能になった。北米におけるサンベルト地域の隆盛や、東南アジアなどの経済発展は、空調設備の普及なしでは考えられない。
一方でエアコン排熱は室外の気温を上昇させる。この現象を「熱汚染」と呼ぶ。日本の大阪市では猛暑だった2018年7月、熱汚染による気温押し上げが最大0.27°Cあったと産業技術総合研究所は推測している。

## 歴史

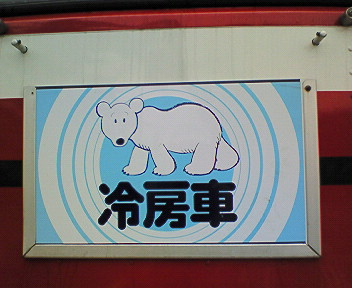
冷房車のサイン

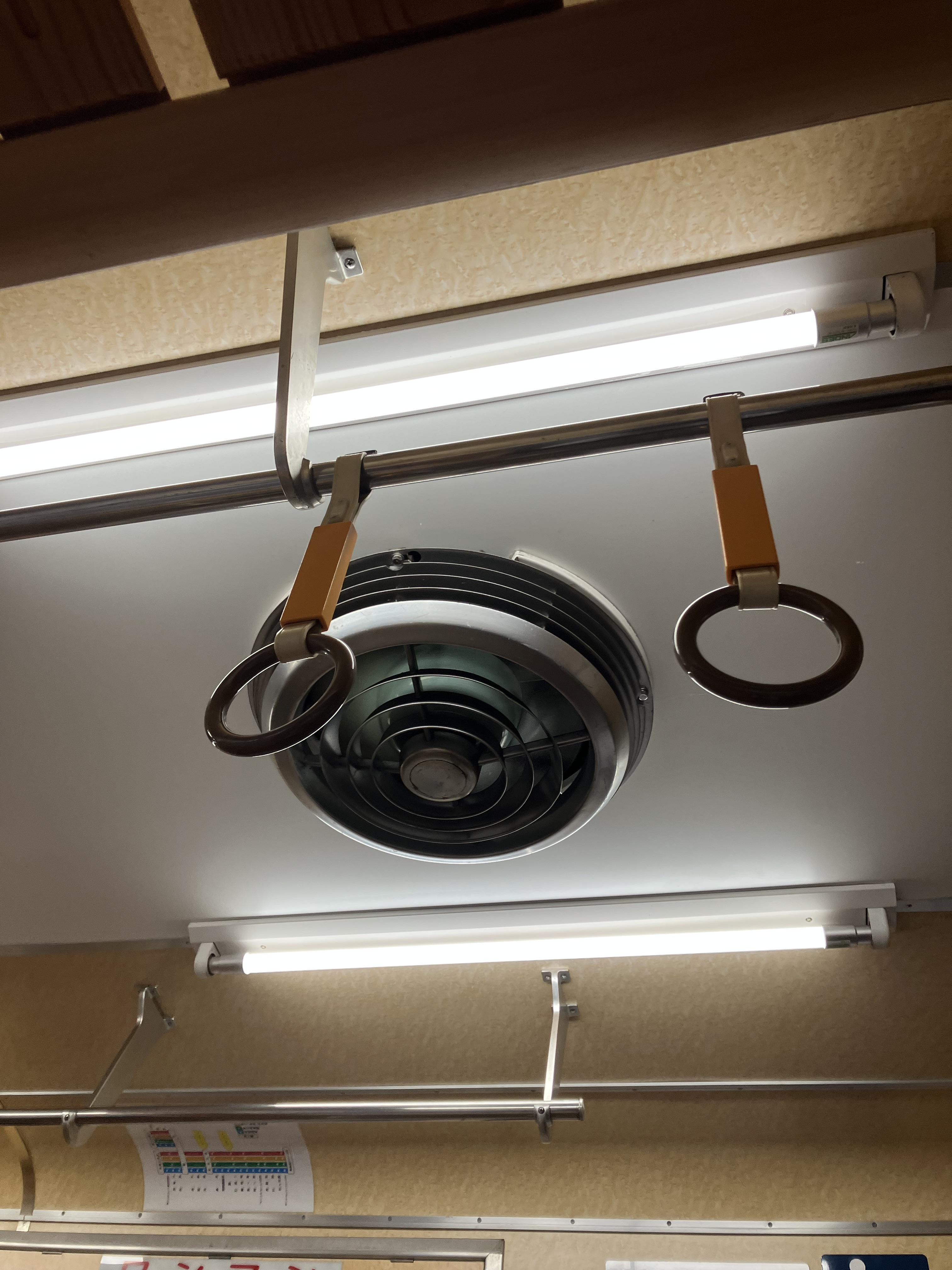
一畑電車5009系内の冷房（島根県）

原始時代、人は、自由に扱えないながらも火を持ったことで、暖を取り、寒さを避けられるようになり、地球的規模で活動範囲を広くすることができるようになった。一方で、暑さから逃れるには、自然の日陰や風を利用した天然冷房に頼るのみであった。日本では、鎌倉時代末期の随筆家で詩人兼好法師の随筆『徒然草』の一節「住まいは夏を旨とすべし」にあるように、夏の暑さには抗えなかった。
ルネサンス期、天才と呼ばれるレオナルド・ダ・ヴィンチにより発明された水車を動力とする換気扇は、冷房機器の原型の一つである。換気扇は空気を強制的に移動させることで、人工的に風を作ることができる。大気には密度があり、密度の高い方から低い方へと拡散する。空気は、流れる時に周辺温度を吸収する一方、隙間などを通過する際には温度を奪われる。人体の感覚で、風に当たり涼しいと感じるのは、空気が体表面の熱を奪っていくことに他ならない。換気扇は、現代では動力こそ水車から電気（電力）に変っているが、現代においても欠かせない代表的な空気調和機器の一つである。
人が人工的に涼を取る術を手に入れるまでには、長い年月がかかる。レオナルド・ダ・ヴィンチの時代から数百年を経た1906年、後に「冷房の父（The Father of Cool）」または「空気調和の父（Father of Air Conditioning）」、時には「冷房の王（King of Cool）」と呼ばれるウィリス・キャリア（電機メーカーキヤリアの創始者）が現代の冷房用機器を発明し、The 'Apparatus for Treating Air'としてUSパテント#808897を取得する。
20世紀日本では、冷房はデパートや銀行、映画館などに普及し、鉄道車両でも南海電鉄が1936年（昭和11年）に日本で最初に冷房車を導入した。しかし、1938年（昭和13年）、物価対策委員会第二特別委員会で「皇軍将士が炎熱を冒して奮戦している折柄、銃後の人々が涼しい思いをしているのは相すまぬ次第だ」という道義論から冷房の廃止が答申。当年度の実施は見送られたが、翌1939年（昭和14年）からは電力を節約する建前から廃止が進められた。
戦後、日本の電機メーカーは家庭用冷房機の普及と改良に努めた。1991年には、鉄道の冷房化率は東京・大阪地区のJRで98.3 %、大手民鉄15社合計96.9 %に達した。

## 冷房用機器
- エア・コンディショナー
- 冷風機
- 冷風扇
- 細霧冷房（ミスト散布）
- 機関直結式冷房装置 - 自動車全般
- 独立機関式冷房装置 - 過去のバス冷房の主流
- 鉄道車両の冷房装置
  - 冷房機による区別
    - 集中式冷房装置
    - 分散式冷房装置
    - 集約分散式冷房装置

  - 電気車以外での動力源による区別
    - 車軸発電機式冷房装置 - 客車
    - 車軸直接駆動式冷房装置 - 客車
    - 独立機関式冷房装置 - 客車、気動車
    - 機関直結式冷房装置 - 気動車